# Рединг (Пенсильвания)
Ре́динг (англ. Reading) — город в округе Беркс, Пенсильвания, окружной центр .
Согласно переписи 2000 года, население города составляло 81 207 человек. Таким образом, по населению город является пятым в Пенсильвании после Филадельфии, Питсбурга, Аллентауна и Эри.

## География
Рединг находится на юго-востоке Пенсильвании, примерно в 105 км к северо-западу от Филадельфии. По данным Бюро переписи населения США, город имеет общую площадь 26 км² из них 0,52 км² занято водой. Город с запада ограничен рекой Скулкилл, с востока расположены горы Пенна, с юга горы Неверсинк.

## Экономика
В городе расположены штаб-квартиры нескольких компаний. Среди них Penske Truck Leasing предоставляющая в аренду грузовики, сеть универмагов Boscov's, металлообрабатывающая Carpenter Technology Corporation. Все эти компании являются крупными работодателями. Помимо них много рабочих мест даёт госпиталь, государственная структура управления округом, Wal-Mart Stores.
В 2014 году из 64269 активных трудоспособных жителей старше 16 лет имели работу 31028 человека. При этом мужчины имели медианный доход в 32140 долларов США в год против 26647 долларов среднегодового дохода у женщин. В 2014 году медианный доход на семью оценивался в 29 252 $, на домашнее хозяйство — в 26 867 $. Доход на душу населения — 13 339 $. 37,2 % % от всего числа семей в Рединге и 40,1 % от всей численности населения находилось на момент переписи за чертой бедности.

## Транспорт
Город получил своё название по железной дороге Reading Railroad, прекратившей своё существование в 1976 году.
Общественный транспорт в городе Рединг и прилегающих к нему общин был предоставлен с 1973 года компанией BARTA. Парк из 53 автобусов обслуживает 21 маршрут в основном начинающихся в центре Рединга. Кроме того есть междугородние автобусные маршруты компаний Greyhound Lines и Trailways Transportation System отправляющиеся с междугороднего автобусного терминала.
Бывший вокзал Reading Railroad отремонтирован и 9 сентября 2013 года открыт как автобусная станция для автобусов компании Lebanon Transit, однако проработал он недолго, сообщение автобусов прекратилось.

## Население
По данным переписи 2010 года население Рединга составлял 88082 человек (из них 48,5 % мужчин и 51,5 % женщин), в городе было 29979 домашних хозяйства и 19257 семей. Расовый состав: белые — 48,4 %, афроамериканцы — 13,2 %, коренные американцы — 0,9 %, азиаты - 1,2 % и представители двух и более рас — 6,1 %.
Из 29979 домашних хозяйств 29,8 % представляли собой совместно проживающие супружеские пары (14,2 % с детьми младше 18 лет), в 26,3 % семей женщины проживали без мужей, в 8,1 % семей мужчины проживали без жён, 35,8 % не имели семьи. В среднем домашнее хозяйство ведут 2,85 человек, а средний размер семьи — 3,52 человека.
Население города по возрастному диапазону по данным переписи 2010 года распределилось следующим образом: 31,0 % — жители младше 18 лет, 6,3 % — между 18 и 21 годами, 53,4 % — от 21 до 65 лет и 9,3 % — в возрасте 65 лет и старше. Средний возраст населения — 28,9 года. На каждые 100 женщин в Рединге приходилось 94,3 мужчин, при этом на 100 совершеннолетних женщин приходилось уже 89,3 мужчин сопоставимого возраста.
Динамика численности населения:
|  |

## Известные люди
В Рединге родились писатель Джон Апдайк, поэт Уоллес Стивенс, актриса Мег Фостер, актриса Меган Галлахер, актёр Майкл Константин, художник Кит Харинг, сенатор Джон Баррассо, музыкант Ричи Коцен, известный фотограф Гарри Уиттер Фрис, профессиональный баскетболист Лонни Уокер, а также певица и актриса Тейлор Свифт. Здесь росла актриса Лиза Айкхорн. 